# Monte Asgard
O monte Asgard é uma montanha de duplo cume com duas torres cilíndricas, separadas por um colo (forma de sela). Fica no Parque Nacional Auyuittuq, na Península de Cumberland da ilha de Baffin, Nunavut, Canadá. A montanha recebeu o nome de Asgard, o reino dos deuses da mitologia nórdica. O monte Asgard é muito provavelmente a mais famosa montanha das montanhas Baffin.
O pico Norte do Asgard foi escalado pela primeira vez em 1953 por J. Weber, J. Marmet, e H. Röthlisberger, cientistas suíços da "Arctic Institute Baffin Island Expedition", liderada por P. Baird. O pico Sul foi escalado pela primeira vez em 1971 por G. Lee, R. Wood, P. Clanky, J. Pavur, Y. Kamisawa e P. Koch.
Em 1976, o duplo Rick Sylvester fez um BASE jump, esquiando pela montanha abaixo com uma paraquedas com a Union Flag para o genérico do filme da série James Bond The Spy Who Loved Me, embora o local da ação seja situado algures nos Alpes Austríacos. O duplo e a equipa de filmagem subiram de helicóptero.